# Clydesdale
Konie rasy Clydesdale – szkockie konie zimnokrwiste. Hodowane w południowej Szkocji od XVII w. Są rasą stosunkowo młodą. Stowarzyszenie konia clydesdale powstało w 1877, a księga stadna została założona w 1878. Były początkowo wykorzystywane do orania pól, a w XIX w. wysłano je do Australii i Nowej Zelandii do pracy w gospodarstwach. Podczas I wojny światowej (1914-1918) służyły przy transporcie ciężkich dział i zaopatrzenia na terenach Francji. Wraz z rozpowszechnieniem się traktorów liczba koni tej rasy stopniowo uległa zmniejszeniu.

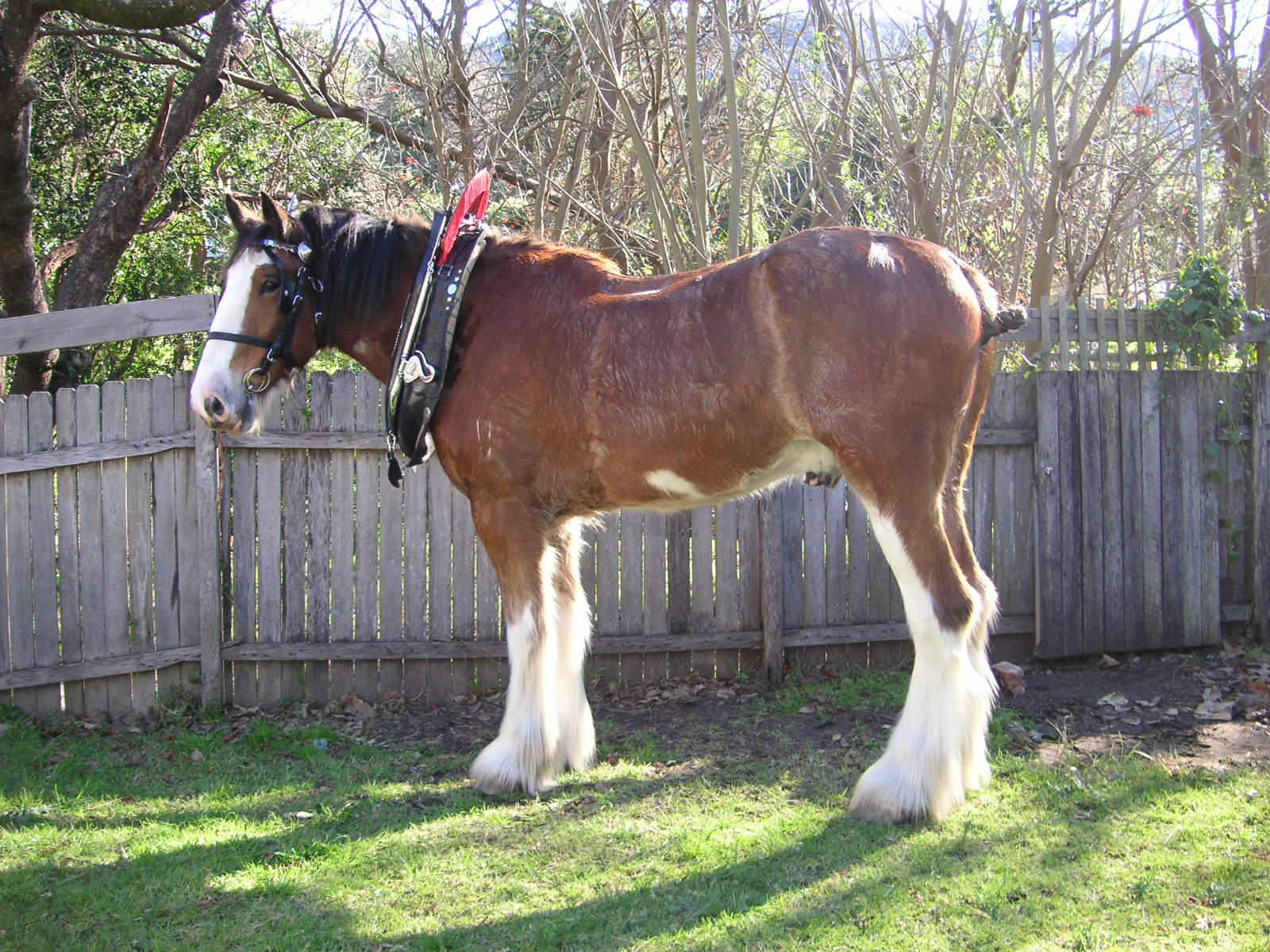

## Budowa,pokrój,eksterier
Wzrost od około 170cm do 180cm. Umaszczenie koni najczęściej gniade i skarogniade, często dereszowate, ale także kare lub kasztanowate. W każdym umaszczeniu występują charakterystyczne białe odmiany na nogach.  Pierś szeroka i wypukła. Mają skośną łopatkę i kłąb wyższy od zadu, co zwiększa jego siłę uciągu. Na pęcinach jedwabiste szczotki. Cechą tej rasy jest krowia postawa tylnych nóg, o stawach skokowych ustawionych blisko siebie, która u innych koni uważana jest za wadę. Charakteryzują się wysoką akcją kończyn, mówiono o nich nawet że „piękno tych koni zamienia banalne rozwożenie piwa w publiczne widowisko”. Konie tej rasy są bardzo podobne do koni shire – największych koni świata..

## Pochodzenie,hodowla
Clydesdale pochodzą z rejonu Lanarkshire nad rzeką Clyde w Szkocji i nadal są tam hodowane przez swoich miłośników. Są wynikiem krzyżówek miejscowych klaczy z zimnokrwistymi ogierami flamandzkimi będących starą sprawdzoną rasą. Pierwszy raz użyto nazwy clydesdale w 1826 podczas wystawy w Glasgow
.

## Użytkowość
Głównie służyły jako siła pociągowa w pracach rolnych, oraz wszystkich innych wymagających siły, zwrotności i odpowiedniego temperamentu. Aktualnie użytkowane są głównie w tradycyjnych, regionalnych browarach i gorzelniach w zaprzęgach, gdzie pracują w bogato zdobionych uprzężach. 

## Temperament
Clydesdale są spokojne i silne, zwykle łatwe w obejściu, co wobec masy ciała ok. 1 tony jest nieocenioną zaletą.

## Galeria

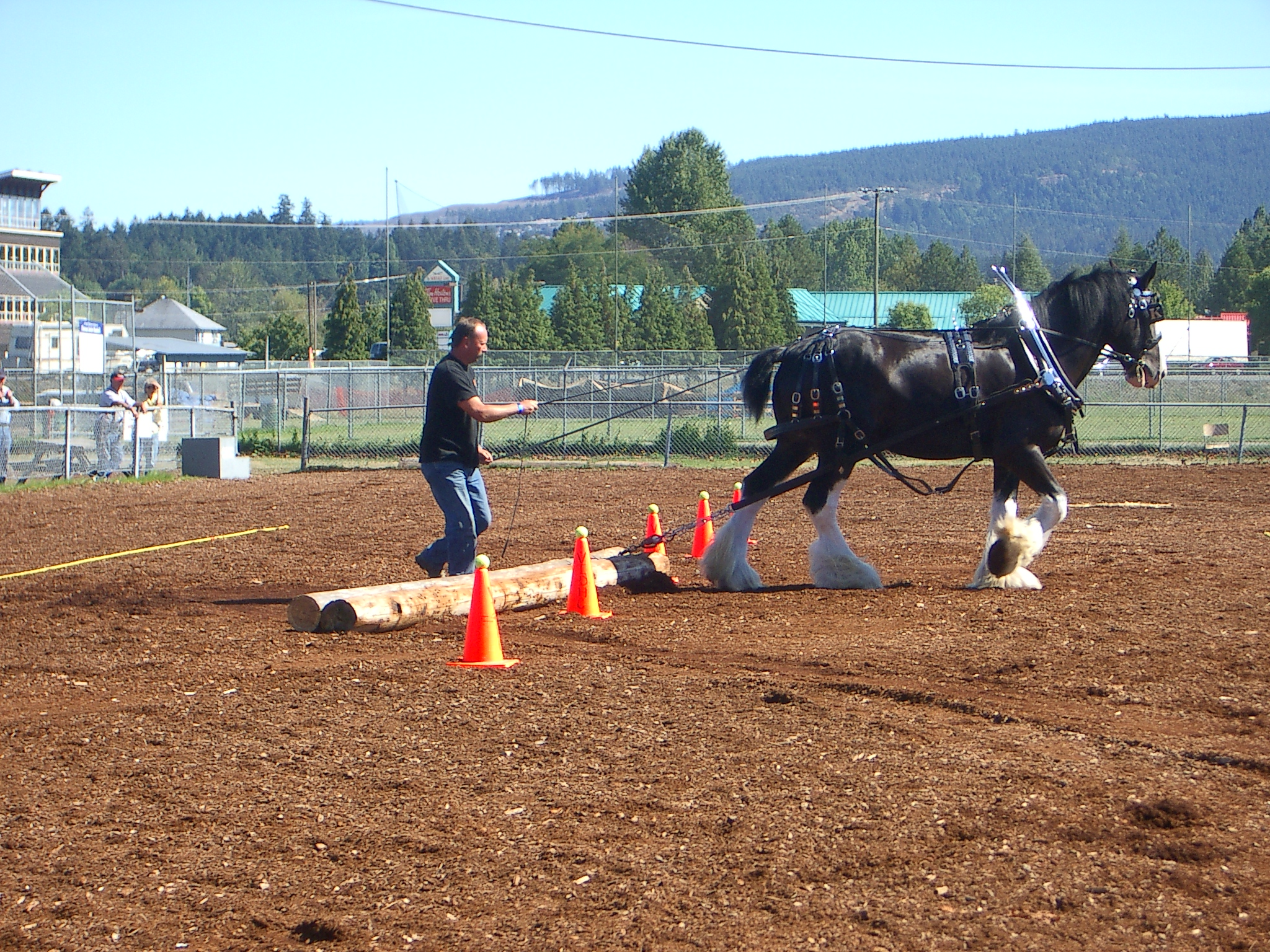
Clydesdale podczas zawodów
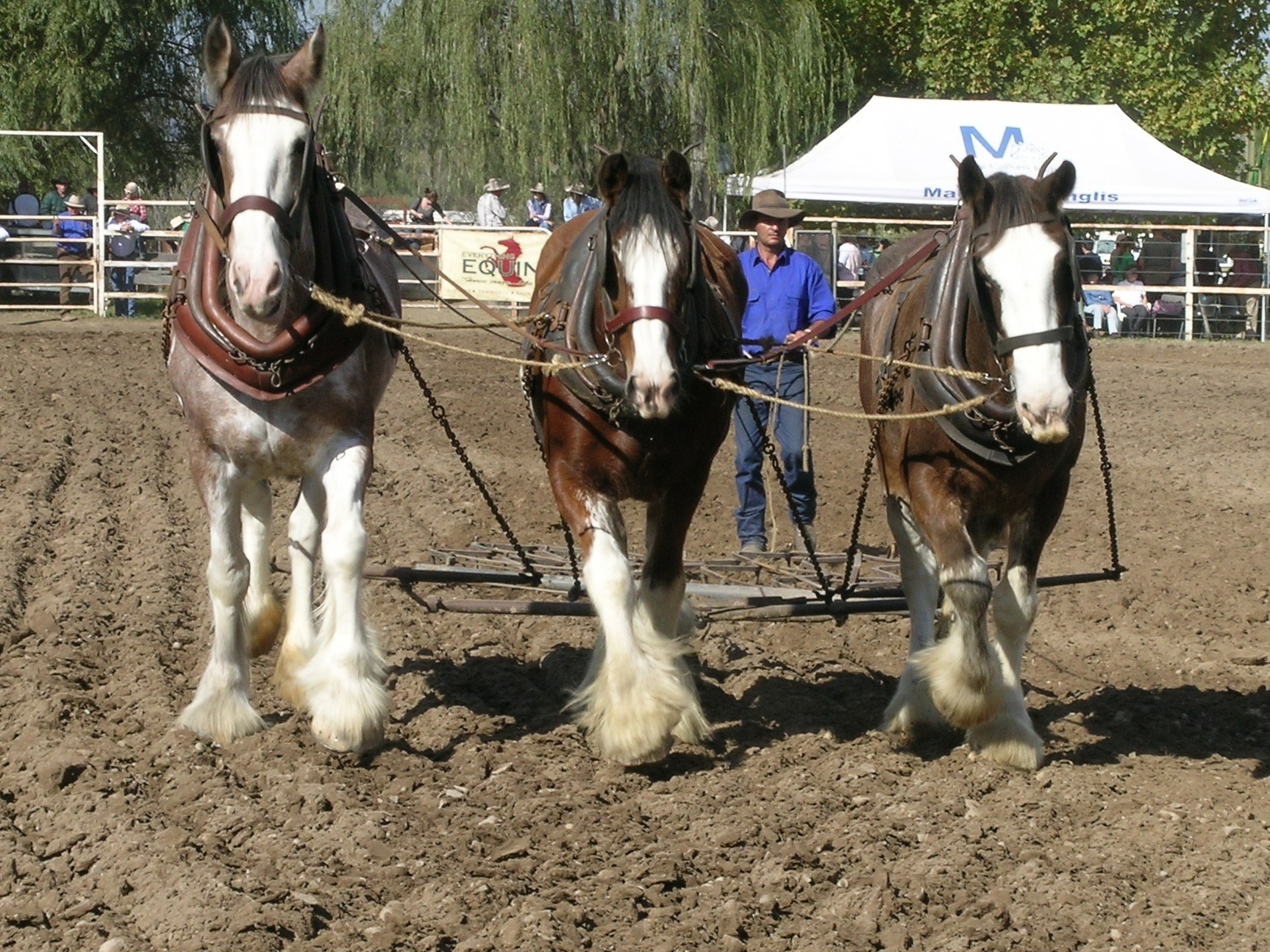
Trzy clydesdale podczas bronowania
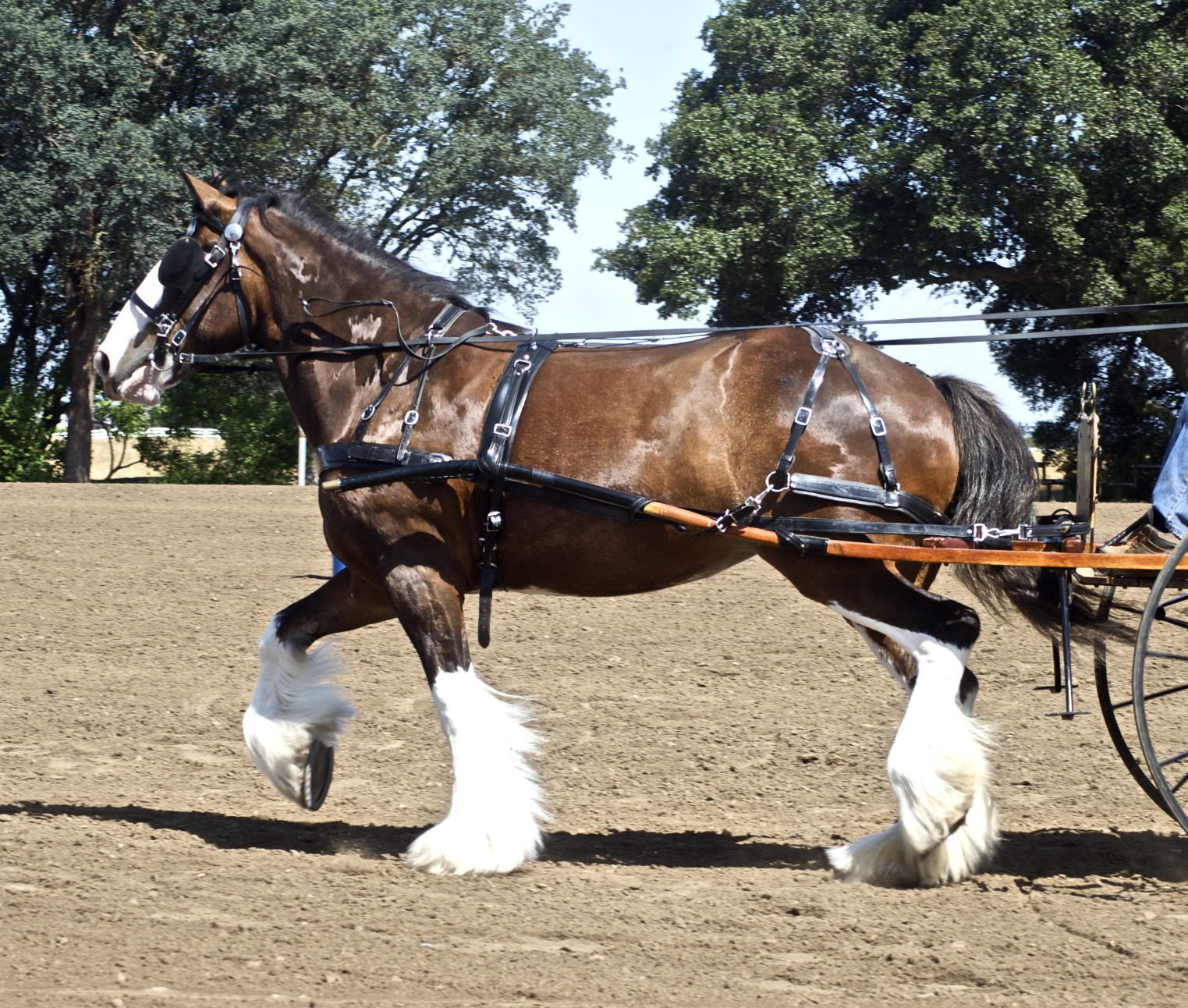
Clydesdale w zaprzęgu
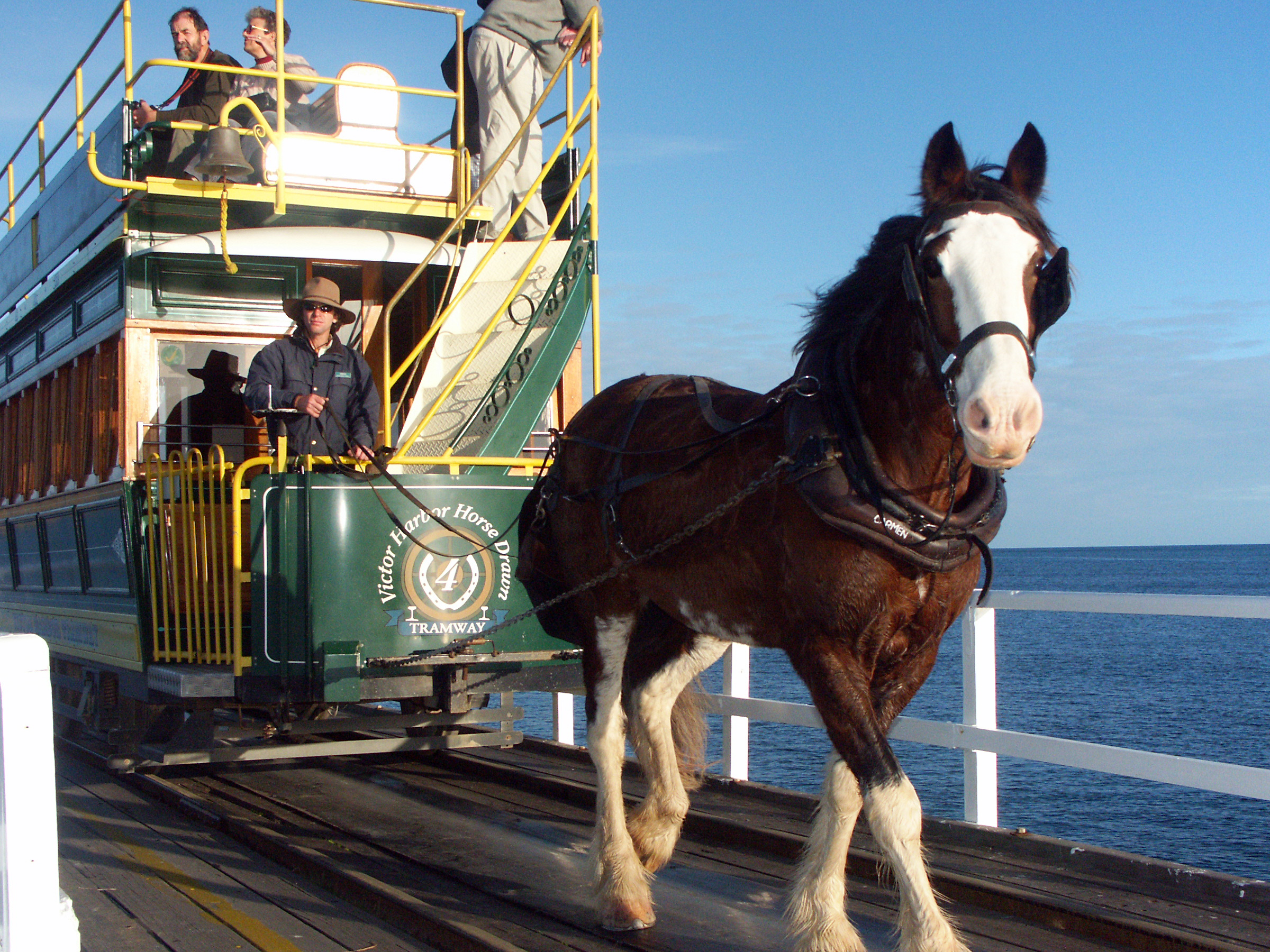
Clydesdale ciągnący tramwaj konny